# Llista de topònims de Folgueroles
Llista de topònims (noms propis de lloc) del municipi de Folgueroles, a Osona
Informació actualitzada per un bot. Els canvis manuals es perdran quan s'actualitzi!

## casa
| imatge | Nom                 | Ubicat a    | instància de | Detalls                                  | coordenades                                                                      | Protecció                   | Commons (més fotos) | Dades a WD                    |
| ------ | ------------------- | ----------- | ------------ | ---------------------------------------- | -------------------------------------------------------------------------------- | --------------------------- | ------------------- | ----------------------------- |
|        | Ca la Rosario       | Folgueroles | casa         | 18th century                             | 41° 56′ 30″ N, 2° 18′ 54″ E / 41.94154°N,2.31501°E ca:Carrer de la Ricardera, 5  |                             |                     | Modifica les dades a Wikidata |
|        | Ca la Rossa         | Folgueroles | casa         | 18th century                             | 41° 56′ 26″ N, 2° 18′ 49″ E / 41.94048°N,2.31354°E ca:Carrer de Bellmunt, 3      |                             |                     | Modifica les dades a Wikidata |
|        | Can Matalot         | Folgueroles | casa         | 18th century                             | 41° 56′ 29″ N, 2° 18′ 52″ E / 41.9413°N,2.31446°E ca:Carrer de la Ricardera, 20  |                             |                     | Modifica les dades a Wikidata |
|        | Can Tilo            | Folgueroles | casa         |                                          | 41° 56′ 28″ N, 2° 18′ 50″ E / 41.94109°N,2.31381°E ca:Carrer de la Ricardera, 32 |                             |                     | Modifica les dades a Wikidata |
|        | Can Ton Xic         | Folgueroles | casa         | 18th century                             | 41° 56′ 29″ N, 2° 18′ 51″ E / 41.9413°N,2.31405°E ca:Carrer de la Ricardera, 29  |                             |                     | Modifica les dades a Wikidata |
|        | Can Torrents del Vi | Folgueroles | casa         | Estil: arquitectura popular 17th century | 41° 56′ 20″ N, 2° 19′ 08″ E / 41.9388°N,2.3189°E ca:Pl. Verdaguer, 5 552 msnm    | bé cultural d'interès local | Can Torrents del Vi | Modifica les dades a Wikidata |

## element arquitectònic
| imatge | Nom                           | Ubicat a    | instància de          | Detalls | coordenades                                                                      | Protecció | Commons (més fotos) | Dades a WD                    |
| ------ | ----------------------------- | ----------- | --------------------- | ------- | -------------------------------------------------------------------------------- | --------- | ------------------- | ----------------------------- |
|        | Jupí del Gelabert             | Folgueroles | element arquitectònic |         | 41° 56′ 55″ N, 2° 18′ 24″ E / 41.94851°N,2.30673°E ca:Torrent de Folgueroles     |           |                     | Modifica les dades a Wikidata |
|        | Llinda de ca l'Antònia Planas | Folgueroles | element arquitectònic | 1733    | 41° 56′ 30″ N, 2° 18′ 54″ E / 41.94153°N,2.31501°E ca:Carrer de la Ricardera, 7  |           |                     | Modifica les dades a Wikidata |
|        | Llinda de ca la Pepa Planas   | Folgueroles | element arquitectònic | 1735    | 41° 56′ 30″ N, 2° 18′ 54″ E / 41.94154°N,2.31495°E ca:Carrer de la Ricardera, 9  |           |                     | Modifica les dades a Wikidata |
|        | Llinda de ca la Planas        | Folgueroles | element arquitectònic | 1788    | 41° 56′ 29″ N, 2° 18′ 53″ E / 41.94151°N,2.31464°E ca:Carrer de la Ricardera, 15 |           |                     | Modifica les dades a Wikidata |
|        | Llinda de can Cinto           | Folgueroles | element arquitectònic | 1789    | 41° 56′ 26″ N, 2° 18′ 49″ E / 41.94055°N,2.31353°E ca:Carrer de Bellmunt, 5      |           |                     | Modifica les dades a Wikidata |
|        | Llinda de can Llussà          | Folgueroles | element arquitectònic | 1726    | 41° 56′ 29″ N, 2° 18′ 55″ E / 41.94152°N,2.31521°E ca:Carrer de la Ricardera, 3  |           |                     | Modifica les dades a Wikidata |
|        | Rastell de la Raconada        | Folgueroles | element arquitectònic |         | 41° 56′ 47″ N, 2° 18′ 30″ E / 41.9463°N,2.30833°E ca:Torrent de Folgueroles      |           |                     | Modifica les dades a Wikidata |
|        | Rastell del Gelabert          | Folgueroles | element arquitectònic |         | 41° 56′ 49″ N, 2° 18′ 27″ E / 41.94697°N,2.30748°E ca:Torrent de Folgueroles     |           |                     | Modifica les dades a Wikidata |

## església
| imatge | Nom                         | Ubicat a    | instància de | Detalls                                           | coordenades                                                                         | Protecció                   | Commons (més fotos)         | Dades a WD                    |
| ------ | --------------------------- | ----------- | ------------ | ------------------------------------------------- | ----------------------------------------------------------------------------------- | --------------------------- | --------------------------- | ----------------------------- |
|        | Sant Jordi de Puigseslloses | Folgueroles | església     | Estil: arquitectura popular                       | 41° 56′ 52″ N, 2° 17′ 47″ E / 41.94782°N,2.2965°E ca:Turó de Sant Jordi             | bé cultural d'interès local | Sant Jordi de Puigseslloses | Modifica les dades a Wikidata |
|        | Santa Maria de Folgueroles  | Folgueroles | església     | Estil: arquitectura romànica arquitectura barroca | 41° 56′ 20″ N, 2° 19′ 10″ E / 41.93889°N,2.31943°E ca:Pl. Mossèn Cinto Verdaguer, 3 | bé cultural d'interès local | Santa Maria de Folgueroles  | Modifica les dades a Wikidata |
|        | ermita de la Damunt         | Folgueroles | església     | Estil: arquitectura popular                       | 41° 56′ 40″ N, 2° 19′ 23″ E / 41.94446°N,2.32309°E                                  | bé cultural d'interès local | Ermita de la Damunt         | Modifica les dades a Wikidata |

## estructura arquitectònica
| imatge | Nom                             | Ubicat a    | instància de                   | Detalls | coordenades | Protecció | Commons (més fotos) | Dades a WD                    |
| ------ | ------------------------------- | ----------- | ------------------------------ | ------- | --- | --------- | ------------------- | ----------------------------- |
|        | carrer de la Ricardera. Llindes | Folgueroles | estructura arquitectònica      |         | 41° 56′ 29″ N, 2° 18′ 53″ E / 41.94145965576172°N,2.3148539066314697°E ca:Centre urbà |           |                     | Modifica les dades a Wikidata |
|        | font de la Ricardera            | Folgueroles | estructura arquitectònica font |         | 41° 56′ 24″ N, 2° 18′ 45″ E / 41.94011306762695°N,2.3125460147857666°E 41° 56′ 24″ N, 2° 18′ 46″ E / 41.94012°N,2.31277°E ca:Carrer de la Sajolida ca:Passatge de la Font de la Ricardera |           |                     | Modifica les dades a Wikidata |

## font
| imatge | Nom                          | Ubicat a    | instància de | Detalls                     | coordenades                                                                                            | Protecció                   | Commons (més fotos) | Dades a WD                    |
| ------ | ---------------------------- | ----------- | ------------ | --------------------------- | --- | --------------------------- | ------------------- | ----------------------------- |
|        | Rastell de la font de l'Amat | Folgueroles | font         |                             | 41° 56′ 52″ N, 2° 18′ 25″ E / 41.94786°N,2.3069°E ca:Torrent de Folgueroles – Pont de l’Ariet          |                             |                     | Modifica les dades a Wikidata |
|        | font de l'Amat               | Folgueroles | font         |                             | 41° 56′ 50″ N, 2° 18′ 26″ E / 41.94722°N,2.30715°E ca:Torrent de Folgueroles                           |                             |                     | Modifica les dades a Wikidata |
|        | font de la Burra             | Folgueroles | font         |                             | 41° 56′ 27″ N, 2° 18′ 41″ E / 41.94085°N,2.31152°E ca:Torrent de Folgueroles                           |                             |                     | Modifica les dades a Wikidata |
|        | font del Desmai              | Folgueroles | font         | Estil: arquitectura popular | 41° 56′ 19″ N, 2° 17′ 38″ E / 41.93863°N,2.29396°E ca:Antic camí a Vic, al costat de la Torre Morgadès | bé cultural d'interès local |                     | Modifica les dades a Wikidata |

## llinda
| imatge | Nom                                                 | Ubicat a    | instància de | Detalls | coordenades                                          | Protecció                   | Commons (més fotos)                                     | Dades a WD                    |
| ------ | --------------------------------------------------- | ----------- | ------------ | ------- | ---------------------------------------------------- | --------------------------- | ------------------------------------------------------- | ----------------------------- |
|        | Llinda de Cal Turu                                  | Folgueroles | llinda       |         |                                                      | bé cultural d'interès local |                                                         | Modifica les dades a Wikidata |
|        | Llinda de l'habitatge a la plaça de Cal Rei, 52     | Folgueroles | llinda       |         |                                                      | bé cultural d'interès local |                                                         | Modifica les dades a Wikidata |
|        | Llinda de l'habitatge a la plaça de Cal Rei, 56     | Folgueroles | llinda       |         |                                                      | bé cultural d'interès local |                                                         | Modifica les dades a Wikidata |
|        | Llinda de l'habitatge a la plaça de Cal Rei, 60     | Folgueroles | llinda       |         |                                                      | bé cultural d'interès local |                                                         | Modifica les dades a Wikidata |
|        | Llinda de l'habitatge a la plaça de Cal Rei, 66     | Folgueroles | llinda       |         |                                                      | bé cultural d'interès local |                                                         | Modifica les dades a Wikidata |
|        | Llinda de l'habitatge al carrer Bellmunt, 3         | Folgueroles | llinda       |         |                                                      | bé cultural d'interès local |                                                         | Modifica les dades a Wikidata |
|        | Llinda de l'habitatge al carrer Major, 15           | Folgueroles | llinda       |         |                                                      | bé cultural d'interès local |                                                         | Modifica les dades a Wikidata |
|        | Llinda de l'habitatge al carrer Major, 35           | Folgueroles | llinda       |         |                                                      | bé cultural d'interès local |                                                         | Modifica les dades a Wikidata |
|        | Llinda de l'habitatge al carrer Major, 42           | Folgueroles | llinda       |         |                                                      | bé cultural d'interès local |                                                         | Modifica les dades a Wikidata |
|        | Llinda de l'habitatge al carrer Major, 43           | Folgueroles | llinda       |         | 41° 56′ 19″ N, 2° 19′ 06″ E / 41.938667°N,2.318263°E | bé cultural d'interès local | Llinda de l'habitatge al carrer Major, 43 (Folgueroles) | Modifica les dades a Wikidata |
|        | Llinda de l'habitatge al carrer Major, 45           | Folgueroles | llinda       |         | 41° 56′ 19″ N, 2° 19′ 06″ E / 41.938667°N,2.318263°E | bé cultural d'interès local | Llinda de l'habitatge al carrer Major, 45 (Folgueroles) | Modifica les dades a Wikidata |
|        | Llinda de l'habitatge al carrer Major, 5            | Folgueroles | llinda       |         |                                                      | bé cultural d'interès local |                                                         | Modifica les dades a Wikidata |
|        | Llinda de l'habitatge al carrer Nou, 34             | Folgueroles | llinda       |         |                                                      | bé cultural d'interès local |                                                         | Modifica les dades a Wikidata |
|        | Llinda de l'habitatge al carrer Rambla, 3           | Folgueroles | llinda       |         |                                                      | bé cultural d'interès local |                                                         | Modifica les dades a Wikidata |
|        | Llinda de l'habitatge al carrer Sant Jordi, 7       | Folgueroles | llinda       |         |                                                      | bé cultural d'interès local |                                                         | Modifica les dades a Wikidata |
|        | Llinda de l'habitatge al carrer de la Ricardera, 15 | Folgueroles | llinda       |         |                                                      | bé cultural d'interès local |                                                         | Modifica les dades a Wikidata |
|        | Llinda de l'habitatge al carrer de la Ricardera, 27 | Folgueroles | llinda       |         |                                                      | bé cultural d'interès local |                                                         | Modifica les dades a Wikidata |
|        | Llinda de l'habitatge al carrer de la Ricardera, 32 | Folgueroles | llinda       |         |                                                      | bé cultural d'interès local |                                                         | Modifica les dades a Wikidata |
|        | Llinda de l'habitatge al carrer de la Ricardera, 9  | Folgueroles | llinda       |         |                                                      | bé cultural d'interès local |                                                         | Modifica les dades a Wikidata |

## masia
| imatge | Nom                       | Ubicat a    | instància de     | Detalls                                              | coordenades | Protecció                                            | Commons (més fotos)                | Dades a WD                    |
| ------ | ------------------------- | ----------- | ---------------- | ---------------------------------------------------- | --- | ---------------------------------------------------- | ---------------------------------- | ----------------------------- |
|        | Ca l'Adela                | Folgueroles | masia            |                                                      | 41° 56′ 27″ N, 2° 19′ 36″ E / 41.9408126749995°N,2.32661418974017°E                                                    |                                                      |                                    | Modifica les dades a Wikidata |
|        | Cal Guarda                | Folgueroles | masia            | 20th century                                         | 41° 56′ 00″ N, 2° 19′ 23″ E / 41.9334335932462°N,2.32310937964383°E ca:Bosc de la Sala                                 |                                                      |                                    | Modifica les dades a Wikidata |
|        | Can Barretina             | Folgueroles | masia            |                                                      | 41° 55′ 50″ N, 2° 20′ 46″ E / 41.9304602346019°N,2.34622655223052°E ca:Pla de can Barretina 761 msnm                   |                                                      | Can Barretina (Folgueroles)        | Modifica les dades a Wikidata |
|        | Can Clotet                | Folgueroles | masia            |                                                      | 41° 56′ 30″ N, 2° 19′ 41″ E / 41.94164908501°N,2.32794445100655°E                                                      |                                                      |                                    | Modifica les dades a Wikidata |
|        | Can Garbells              | Folgueroles | masia            | Estil: arquitectura popular                          | 41° 55′ 44″ N, 2° 20′ 11″ E / 41.928959°N,2.336332°E ca:GR-151 - Camí de can Tramuntana                                | bé integrant del patrimoni cultural català           |                                    | Modifica les dades a Wikidata |
|        | Can Paiars                | Folgueroles | masia            |                                                      | 41° 57′ 28″ N, 2° 17′ 15″ E / 41.9579144206361°N,2.28749499226993°E                                                    |                                                      |                                    | Modifica les dades a Wikidata |
|        | Can Sorita                | Folgueroles | masia            |                                                      | 41° 56′ 27″ N, 2° 16′ 57″ E / 41.9408331434231°N,2.28241345809447°E                                                    |                                                      |                                    | Modifica les dades a Wikidata |
|        | Can Tecla                 | Folgueroles | masia            |                                                      | 41° 56′ 17″ N, 2° 18′ 34″ E / 41.938089360362°N,2.30938076522864°E                                                     |                                                      |                                    | Modifica les dades a Wikidata |
|        | Can Torrents              | Folgueroles | masia            |                                                      | 41° 56′ 16″ N, 2° 18′ 22″ E / 41.9378806692187°N,2.30613809575896°E                                                    |                                                      |                                    | Modifica les dades a Wikidata |
|        | Can Tramuntana            | Folgueroles | masia            | Estil: arquitectura popular                          | 41° 55′ 55″ N, 2° 19′ 57″ E / 41.93194°N,2.332441°E ca:GR-151 - Pla de l’Arumí                                         | bé integrant del patrimoni cultural català           |                                    | Modifica les dades a Wikidata |
|        | Can Vilamala              | Folgueroles | masia            |                                                      | 41° 56′ 42″ N, 2° 18′ 43″ E / 41.9449497177117°N,2.31192466982683°E                                                    |                                                      |                                    | Modifica les dades a Wikidata |
|        | Casanova de Puigseslloses | Folgueroles | masia            | Estil: arquitectura popular                          | 41° 56′ 59″ N, 2° 17′ 20″ E / 41.949618°N,2.289019°E                                                                   | bé integrant del patrimoni cultural català           |                                    | Modifica les dades a Wikidata |
|        | Casanova dels Frares      | Folgueroles | masia            | Estil: arquitectura popular                          | 41° 56′ 23″ N, 2° 17′ 49″ E / 41.93961°N,2.29691°E ca:Camí ral de Vic a Folgueroles, km. 1,1                           | bé integrant del patrimoni cultural català           | Casanova dels Frares (Folgueroles) | Modifica les dades a Wikidata |
|        | Mas Isern                 | Folgueroles | masia            |                                                      | 41° 56′ 43″ N, 2° 18′ 40″ E / 41.9451523008523°N,2.31116244212039°E                                                    |                                                      |                                    | Modifica les dades a Wikidata |
|        | Mas d'en Coll             | Folgueroles | masia            | Estil: arquitectura popular 17th century             | 41° 56′ 10″ N, 2° 20′ 09″ E / 41.936°N,2.33571°E ca:Ctra. Vic-Sau, km 7. 606.6 msnm                                    | bé integrant del patrimoni cultural català           | Mas d'en Coll (Folgueroles)        | Modifica les dades a Wikidata |
|        | Palou                     | Folgueroles | masia            | Estil: arquitectura popular arquitectura neoclàssica | 41° 57′ 09″ N, 2° 17′ 53″ E / 41.952374°N,2.297935°E                                                                   | bé integrant del patrimoni cultural català           |                                    | Modifica les dades a Wikidata |
|        | Puigsec                   | Folgueroles | masia            | Estil: arquitectura popular                          | 41° 57′ 04″ N, 2° 18′ 07″ E / 41.951015°N,2.301898°E                                                                   | bé integrant del patrimoni cultural català           |                                    | Modifica les dades a Wikidata |
|        | Puigseslloses             | Folgueroles | masia            | Estil: arquitectura popular                          | 41° 56′ 59″ N, 2° 18′ 02″ E / 41.949755°N,2.300579°E ca:Camí de Sant Jordi, km. 1,9 – Serrat de Puigseslloses 514 msnm | bé integrant del patrimoni cultural català           | Puigseslloses                      | Modifica les dades a Wikidata |
|        | Teuleria d'en Mascaró     | Folgueroles | masia            | Estil: arquitectura popular                          | 41° 56′ 13″ N, 2° 17′ 18″ E / 41.936837°N,2.288379°E                                                                   | bé integrant del patrimoni cultural català           |                                    | Modifica les dades a Wikidata |
|        | Torre Morgadès            | Folgueroles | masia casa forta | Estil: arquitectura popular                          | 41° 56′ 24″ N, 2° 17′ 35″ E / 41.93987°N,2.293177°E ca:Camí de Vic a Folgueroles                                       | bé d'interès cultural bé cultural d'interès nacional | Torre Morgades (Folgueroles)       | Modifica les dades a Wikidata |
|        | el Gelabert               | Folgueroles | masia            | Estil: arquitectura popular                          | 41° 56′ 53″ N, 2° 18′ 14″ E / 41.948117°N,2.304014°E ca:Camí del Gelabert                                              | bé integrant del patrimoni cultural català           |                                    | Modifica les dades a Wikidata |
|        | el Godayol                | Folgueroles | masia            | Estil: arquitectura popular                          | 41° 56′ 47″ N, 2° 18′ 54″ E / 41.946396°N,2.315059°E                                                                   | bé integrant del patrimoni cultural català           |                                    | Modifica les dades a Wikidata |
|        | el Pla Llis               | Folgueroles | masia            | Estil: arquitectura popular                          | | bé integrant del patrimoni cultural català           |                                    | Modifica les dades a Wikidata |
|        | el Pou                    | Folgueroles | masia            | Estil: arquitectura popular                          | 41° 56′ 45″ N, 2° 19′ 34″ E / 41.945768°N,2.326147°E                                                                   | bé integrant del patrimoni cultural català           |                                    | Modifica les dades a Wikidata |
|        | el Prat                   | Folgueroles | masia            | Estil: arquitectura popular 20th century             | 41° 57′ 09″ N, 2° 17′ 41″ E / 41.952489°N,2.294697°E ca:Pla de Sant Francesc                                           | bé integrant del patrimoni cultural català           |                                    | Modifica les dades a Wikidata |
|        | el Raurell                | Folgueroles | masia            | Estil: arquitectura popular 19th century             | 41° 56′ 15″ N, 2° 17′ 21″ E / 41.937491°N,2.289262°E ca:Camí ral Vic-Folgueroles 489 msnm                              | bé integrant del patrimoni cultural català           | El Raurell (Folgueroles)           | Modifica les dades a Wikidata |
|        | el Tamborí                | Folgueroles | masia            |                                                      | 41° 57′ 01″ N, 2° 18′ 27″ E / 41.9502105481262°N,2.30758493786956°E                                                    |                                                      |                                    | Modifica les dades a Wikidata |
|        | els Focs                  | Folgueroles | masia            |                                                      | 41° 56′ 39″ N, 2° 17′ 55″ E / 41.9442392938464°N,2.29871005274671°E                                                    |                                                      |                                    | Modifica les dades a Wikidata |
|        | l'Arumí                   | Folgueroles | masia            | Estil: arquitectura popular                          | 41° 55′ 57″ N, 2° 20′ 12″ E / 41.932582°N,2.336638°E ca:Camí de l'Arumí - Solell de l'Arumí                            | bé integrant del patrimoni cultural català           |                                    | Modifica les dades a Wikidata |
|        | la Casa Nova d'en Llobet  | Folgueroles | masia            |                                                      | 41° 57′ 11″ N, 2° 17′ 04″ E / 41.9530134124509°N,2.28437628794323°E                                                    |                                                      |                                    | Modifica les dades a Wikidata |
|        | la Casica                 | Folgueroles | masia            |                                                      | 41° 56′ 57″ N, 2° 17′ 21″ E / 41.9492697824156°N,2.28923211483966°E ca:Camí ral de Vic a Olot – Pujada de la Serra     |                                                      |                                    | Modifica les dades a Wikidata |
|        | la Codina                 | Folgueroles | masia            | Estil: arquitectura popular                          | 41° 56′ 28″ N, 2° 18′ 36″ E / 41.94111°N,2.30993°E ca:Camí de Sant Jordi, km. 0,2                                      | bé cultural d'interès local                          | La Codina (Folgueroles)            | Modifica les dades a Wikidata |
|        | la Roca                   | Folgueroles | masia            | Estil: arquitectura popular 18th century             | 41° 56′ 27″ N, 2° 19′ 29″ E / 41.940964°N,2.324602°E ca:El Passavant 578 msnm                                          | bé integrant del patrimoni cultural català           | La Roca (Folgueroles)              | Modifica les dades a Wikidata |
|        | la Sala                   | Folgueroles | masia            |                                                      | 41° 56′ 18″ N, 2° 19′ 10″ E / 41.938418°N,2.319313°E ca:Carrer de la Rambla 552 msnm                                   | bé integrant del patrimoni cultural català           | La Sala (Folgueroles)              | Modifica les dades a Wikidata |
|        | la Teuleria del Raurell   | Folgueroles | masia            |                                                      | 41° 56′ 18″ N, 2° 17′ 10″ E / 41.9382345646468°N,2.28600116656392°E                                                    |                                                      |                                    | Modifica les dades a Wikidata |
|        | les Codinoies             | Folgueroles | masia            | Estil: arquitectura popular                          | 41° 56′ 09″ N, 2° 18′ 48″ E / 41.935934°N,2.313202°E ca:Carretera N-141d, km 5                                         | bé integrant del patrimoni cultural català           |                                    | Modifica les dades a Wikidata |

## molí d'aigua
| imatge | Nom               | Ubicat a    | instància de | Detalls                                  | coordenades                                                                      | Protecció                                  | Commons (més fotos) | Dades a WD                    |
| ------ | ----------------- | ----------- | ------------ | ---------------------------------------- | -------------------------------------------------------------------------------- | ------------------------------------------ | ------------------- | ----------------------------- |
|        | Fàbrica Nova      | Folgueroles | molí d'aigua | Estil: arquitectura popular 19th century | 41° 56′ 34″ N, 2° 18′ 39″ E / 41.942868°N,2.310812°E 520 msnm                    | bé integrant del patrimoni cultural català |                     | Modifica les dades a Wikidata |
|        | Molí de la Codina | Folgueroles | molí d'aigua | Estil: arquitectura popular              |                                                                                  | bé integrant del patrimoni cultural català |                     | Modifica les dades a Wikidata |
|        | el Molí           | Folgueroles | molí d'aigua |                                          | 41° 56′ 29″ N, 2° 18′ 43″ E / 41.9413284676642°N,2.311830905245°E ca:Mas el Molí |                                            |                     | Modifica les dades a Wikidata |

## monument
| imatge | Nom                               | Ubicat a    | instància de                     | Detalls                                                                 | coordenades | Protecció                                  | Commons (més fotos)                             | Dades a WD                    |
| ------ | --------------------------------- | ----------- | -------------------------------- | ----------------------------------------------------------------------- | --- | ------------------------------------------ | ----------------------------------------------- | ----------------------------- |
|        | Monument a Mossèn Cinto Verdaguer | Folgueroles | monument                         | Arquitecte: Josep Maria Pericas i Morros Estil: arquitectura modernista | 41° 56′ 19″ N, 2° 19′ 08″ E / 41.93872°N,2.31902°E                                                                             | bé cultural d'interès local                | Monument a Mossèn Cinto Verdaguer (Folgueroles) | Modifica les dades a Wikidata |
|        | Monument als poetes catalans      | Folgueroles | monument                         | 1990                                                                    | 41° 56′ 24″ N, 2° 18′ 58″ E / 41.94005°N,2.31618°E ca:Avinguda dels Poetes Catalans                                            |                                            |                                                 | Modifica les dades a Wikidata |
|        | Monòlit de la Font del Desmai     | Folgueroles | monument                         | Estil: arquitectura popular 1917                                        | 41° 56′ 19″ N, 2° 17′ 38″ E / 41.938626°N,2.293957°E ca:Camí ral de Vic a Folgueroles, km. 1,4 - Camps de la Torre de Morgadès | bé integrant del patrimoni cultural català |                                                 | Modifica les dades a Wikidata |
|        | Monòlits de la Ruta Verdagueriana | Folgueroles | monument                         |                                                                         | 41° 56′ 20″ N, 2° 17′ 40″ E / 41.93877410888672°N,2.294384002685547°E ca:Diversos indrets del municipi                         |                                            |                                                 | Modifica les dades a Wikidata |
|        | Pedronet dels Caiguts             | Folgueroles | monument creu de la Santa Missió | Estil: arquitectura popular                                             | 41° 56′ 20″ N, 2° 19′ 09″ E / 41.938922°N,2.319292°E                                                                           | bé integrant del patrimoni cultural català |                                                 | Modifica les dades a Wikidata |

## pedrera
| imatge | Nom                   | Ubicat a    | instància de | Detalls | coordenades                                                         | Protecció | Commons (més fotos) | Dades a WD                    |
| ------ | --------------------- | ----------- | ------------ | ------- | ------------------------------------------------------------------- | --------- | ------------------- | ----------------------------- |
|        | Pedrera de Cal Guarda | Folgueroles | pedrera      |         | 41° 56′ 06″ N, 2° 19′ 04″ E / 41.9348799052734°N,2.31790727929929°E |           |                     | Modifica les dades a Wikidata |
|        | Pedrera del Godaiol   | Folgueroles | pedrera      |         | 41° 56′ 41″ N, 2° 18′ 59″ E / 41.9448052635954°N,2.3163899812292°E  |           |                     | Modifica les dades a Wikidata |

## poblat ibèric
| imatge | Nom                    | Ubicat a    | instància de                | Detalls | coordenades                                          | Protecció                                  | Commons (més fotos) | Dades a WD                    |
| ------ | ---------------------- | ----------- | --------------------------- | ------- | ---------------------------------------------------- | ------------------------------------------ | ------------------- | ----------------------------- |
|        | Casol de Puigcastellet | Folgueroles | poblat ibèric muralla torre |         | 41° 55′ 48″ N, 2° 20′ 44″ E / 41.92999°N,2.345473°E  | bé integrant del patrimoni cultural català |                     | Modifica les dades a Wikidata |
|        | el Castellet           | Folgueroles | poblat ibèric               |         | 41° 55′ 50″ N, 2° 20′ 47″ E / 41.930565°N,2.346278°E | bé cultural d'interès nacional             |                     | Modifica les dades a Wikidata |

## pont
| imatge | Nom                                     | Ubicat a    | instància de | Detalls                       | coordenades                                                                                          | Protecció | Commons (més fotos) | Dades a WD                    |
| ------ | --------------------------------------- | ----------- | ------------ | ----------------------------- | --- | --------- | ------------------- | ----------------------------- |
|        | Pont de la Bruixa                       | Folgueroles | pont         | Estat: malmès                 | 41° 55′ 50″ N, 2° 21′ 01″ E / 41.93044°N,2.3503°E ca:Torrent de les Valls – Gorg de Llitons 638 msnm |           |                     | Modifica les dades a Wikidata |
|        | Pont de la carretera de Vilanova de Sau | Folgueroles | pont         | Estat: bon estat              | 41° 56′ 11″ N, 2° 19′ 22″ E / 41.93648°N,2.32288°E ca:Carretera N-141d, km. 5,7 549 msnm             |           |                     | Modifica les dades a Wikidata |
|        | Pont de la font dels Pescadors          | Folgueroles | pont         | 20th century Estat: bon estat | 41° 56′ 11″ N, 2° 19′ 09″ E / 41.93645°N,2.31918°E ca:Carretera N-141d, km. 5,4 546 msnm             |           |                     | Modifica les dades a Wikidata |
|        | Pont del Molí                           | Folgueroles | pont         | 20th century Estat: malmès    | 41° 56′ 28″ N, 2° 18′ 41″ E / 41.9412°N,2.31127°E ca:Mas el Molí 524 msnm                            |           |                     | Modifica les dades a Wikidata |
|        | Pont del Vent                           | Folgueroles | pont         | 20th century Estat: bon estat | 41° 56′ 24″ N, 2° 20′ 10″ E / 41.9400034397923°N,2.33612859275218°E ca:Carretera N-141d, km. 7,2     |           |                     | Modifica les dades a Wikidata |

## rellotge de sol
| imatge | Nom                                         | Ubicat a    | instància de    | Detalls | coordenades                                                                                  | Protecció                   | Commons (més fotos) | Dades a WD                    |
| ------ | ------------------------------------------- | ----------- | --------------- | ------- | -------------------------------------------------------------------------------------------- | --------------------------- | ------------------- | ----------------------------- |
|        | Rellotge de l'habitatge al carrer Major, 46 | Folgueroles | rellotge de sol |         | 41° 56′ 20″ N, 2° 19′ 03″ E / 41.938804°N,2.317461°E 547 msnm                                | bé cultural d'interès local |                     | Modifica les dades a Wikidata |
|        | rellotge de sol de can Llobet               | Folgueroles | rellotge de sol | 2007    | 41° 56′ 25″ N, 2° 18′ 48″ E / 41.94032°N,2.31331°E ca:Passatge de la Font de la Ricardera, 1 |                             |                     | Modifica les dades a Wikidata |
|        | rellotge de sol de can Pou                  | Folgueroles | rellotge de sol |         | 41° 56′ 25″ N, 2° 18′ 47″ E / 41.94032°N,2.31319°E ca:Passatge de la Font de la Ricardera, 3 |                             |                     | Modifica les dades a Wikidata |
|        | rellotge de sol de la família Molina        | Folgueroles | rellotge de sol |         | 41° 56′ 26″ N, 2° 18′ 55″ E / 41.94048°N,2.31537°E ca:Carrer del Bisbe Torras i Bages, 1     |                             |                     | Modifica les dades a Wikidata |

## Misc
| imatge | Nom                               | Ubicat a                            | instància de                                                                   | Detalls                                                                   | coordenades | Protecció                                  | Commons (més fotos)      | Dades a WD                    |
| ------ | --------------------------------- | ----------------------------------- | ------------------------------------------------------------------------------ | ------------------------------------------------------------------------- | --- | ------------------------------------------ | ------------------------ | ----------------------------- |
|        | Ampliació de Casa Verdaguer       | Folgueroles                         | edifici                                                                        |                                                                           | 41° 56′ 18″ N, 2° 19′ 01″ E / 41.938457°N,2.316835°E | bé cultural d'interès local                | Casa-Museu Verdaguer     | Modifica les dades a Wikidata |
|        | Bassa del Molí                    | Folgueroles                         | bassa                                                                          |                                                                           | 41° 56′ 28″ N, 2° 18′ 43″ E / 41.94105°N,2.31192°E ca:Mas el Molí |                                            |                          | Modifica les dades a Wikidata |
|        | Casa Museu Verdaguer              | Folgueroles                         | casa museu                                                                     | Estil: arquitectura popular 1967 Anomenat per: Jacint Verdaguer i Santaló | 41° 56′ 18″ N, 2° 19′ 01″ E / 41.9383°N,2.31694°E ca:Carrer Major, 7 | bé cultural d'interès local                | Casa-Museu Verdaguer     | Modifica les dades a Wikidata |
|        | Edifici Folgueroles               | Folgueroles                         | edifici residencial edifici                                                    | 21st century                                                              | 41° 56′ 22″ N, 2° 19′ 01″ E / 41.93953704833984°N,2.316869020462036°E 41° 56′ 22″ N, 2° 19′ 01″ E / 41.93954°N,2.31694°E ca:Carrer 11 de Setembre, 9 ca:Carrer de l’Onze de Setembre, 9 |                                            |                          | Modifica les dades a Wikidata |
|        | Folgueroles                       | Folgueroles                         | entitat singular de població capital municipal ens local històric de Catalunya | 2262 hab                                                                  | 41° 56′ 23″ N, 2° 19′ 01″ E / 41.93972407°N,2.31687356°E 544 msnm |                                            |                          | Modifica les dades a Wikidata |
|        | Polígon industrial de Folgueroles | Folgueroles                         | polígon industrial                                                             |                                                                           | 41° 56′ 22″ N, 2° 18′ 38″ E / 41.9394016252673°N,2.31042816647355°E |                                            |                          | Modifica les dades a Wikidata |
|        | Pou de Vida                       | Folgueroles                         | pou                                                                            | Estil: arquitectura popular                                               | 41° 56′ 41″ N, 2° 17′ 08″ E / 41.944764°N,2.285625°E | bé integrant del patrimoni cultural català |                          | Modifica les dades a Wikidata |
|        | Puig-castellet                    | Folgueroles                         | despoblat                                                                      |                                                                           | 41° 56′ 03″ N, 2° 20′ 25″ E / 41.9340830786121°N,2.34030320203541°E |                                            |                          | Modifica les dades a Wikidata |
|        | casa Dachs                        | Folgueroles                         | casa consistorial                                                              | Estil: historicisme arquitectònic arquitectura eclèctica                  | 41° 56′ 19″ N, 2° 19′ 07″ E / 41.93859°N,2.31848°E | bé cultural d'interès local                | Casa Dachs (Folgueroles) | Modifica les dades a Wikidata |
|        | dolmen de Puigseslloses           | Folgueroles                         | jaciment arqueològic dolmen                                                    |                                                                           | 41° 56′ 52″ N, 2° 17′ 48″ E / 41.9476849333711°N,2.29659715199213°E ca:Turó de Sant Jordi                                                                                               |                                            |                          | Modifica les dades a Wikidata |
|        | la Ricardera                      | Folgueroles                         | nucli de població                                                              |                                                                           | 41° 56′ 32″ N, 2° 18′ 54″ E / 41.942315126611°N,2.3148635753729°E |                                            |                          | Modifica les dades a Wikidata |
|        | safareig de la Ricardera          | Folgueroles                         | safareig                                                                       | 18th century                                                              | 41° 56′ 24″ N, 2° 18′ 46″ E / 41.94013°N,2.31277°E ca:Plaça dels Picapedrers |                                            |                          | Modifica les dades a Wikidata |
|        | serrat del Pi                     | Folgueroles Sant Julià de Vilatorta | serra                                                                          |                                                                           | 41° 55′ 37″ N, 2° 20′ 51″ E / 41.92685556°N,2.34742778°E 786.4 msnm |                                            |                          | Modifica les dades a Wikidata |
|        | torrent de Folgueroles            | Folgueroles                         | curs d'aigua                                                                   |                                                                           | 41° 56′ 46″ N, 2° 18′ 31″ E / 41.94621°N,2.30852°E ca:Terme municipal de Folgueroles |                                            |                          | Modifica les dades a Wikidata |